# Sphecozone lobata
Sphecozone lobata är en spindelart som beskrevs av Alfred Frank Millidge 1991. Sphecozone lobata ingår i släktet Sphecozone och familjen täckvävarspindlar.
Artens utbredningsområde är Juan Fernández-öarna. Inga underarter finns listade i Catalogue of Life.